# 날
날, 하루 또는 일(日)은 지구의 자전을 기준으로 하는 시간의 단위이다. 일반적으로 태양이 남쪽 하늘 가장 높이 떠 남중하는 정오에서 다음날 다시 정오가 될 때가지의 태양일을 기준으로 한다. 시간의 측정에서 날이 바뀌는 기준은 자정이지만 여러 문화에서 새로운 날의 시작은 해돋이이다. 해마다 새해 첫날이 되면 많은 사람들이 해돋이를 보기 위해 명소를 찾아 붐빈다.
하루는 해돋이와 해넘이에 따라 낮과 밤으로 나뉘며 생물은 이러한 변화에 따른 영향을 받는다. 포유류의 경우 하루의 주기와 연동하는 생체시계 매커니즘이 있고 공룡의 멸종 이전 대부분 야행성이었으나 포식자인 공룡이 사라지자 빠르게 주행성으로 전환하였다. 영장류가 주행성 행동 양식을 보인 때는 약 4400만년 전 무렵이었을 것으로 추정된다. 사람 역시 주행성 동물로 낮에 일하고 밤에는 쉰다. 그러나 불을 다루게 되면서 밤에도 활동을 이어가는 문화 역시 발달하였다.
밤낮의 변화는 주변의 밝기, 온도, 다른 생물들의 활동 등과 같은 일들의 원동력이기 때문에 세계의 모든 문화마다 저마다 이에 대한 여러 신화와 전설, 관습과 터부, 밤낮에 결부된 상징이 있다. 예를 들어 기독교를 비롯한 아브라함계 종교에서 빛은 신성한 것이고 어둠은 종종 악한 것으로 묘사된다.
그 빛이 어둠 속에서 비치고 있다. 그러나 어둠이 빛을 이겨본 적이 없다.

측정의 관점에서 하루는 달력을 이루는 기본 요소이다. 달력은 하루 하루를 날짜로 표기한다. 지구의 공전으로 1 년이 이루어진다. 달력의 체계 마다 1년의 길이는 제각각이지만, 태양력을 기준으로 할 때 1년은 약 365.2422 일이다. 지구의 공전궤도는 타원형이고 자전축은 기울어져 있어서 실제 하루의 길이는 1년을 주기로 계속하여 변한다. 그러나 일상을 비롯한 여러 분야에서 사용하는 시간은 일정한 빠르기를 갖는 시계로 측정하기 때문에 둘 사이에는 차이가 생길 수 밖에 없다. 태양의 남중에서 남중까지를 기준으로 하는 태양일의 시간과 항성일을 기준하여 설정된 시계가 측정하는 시간 사이의 차이를 균시차라고 한다.

## 측정의 역사

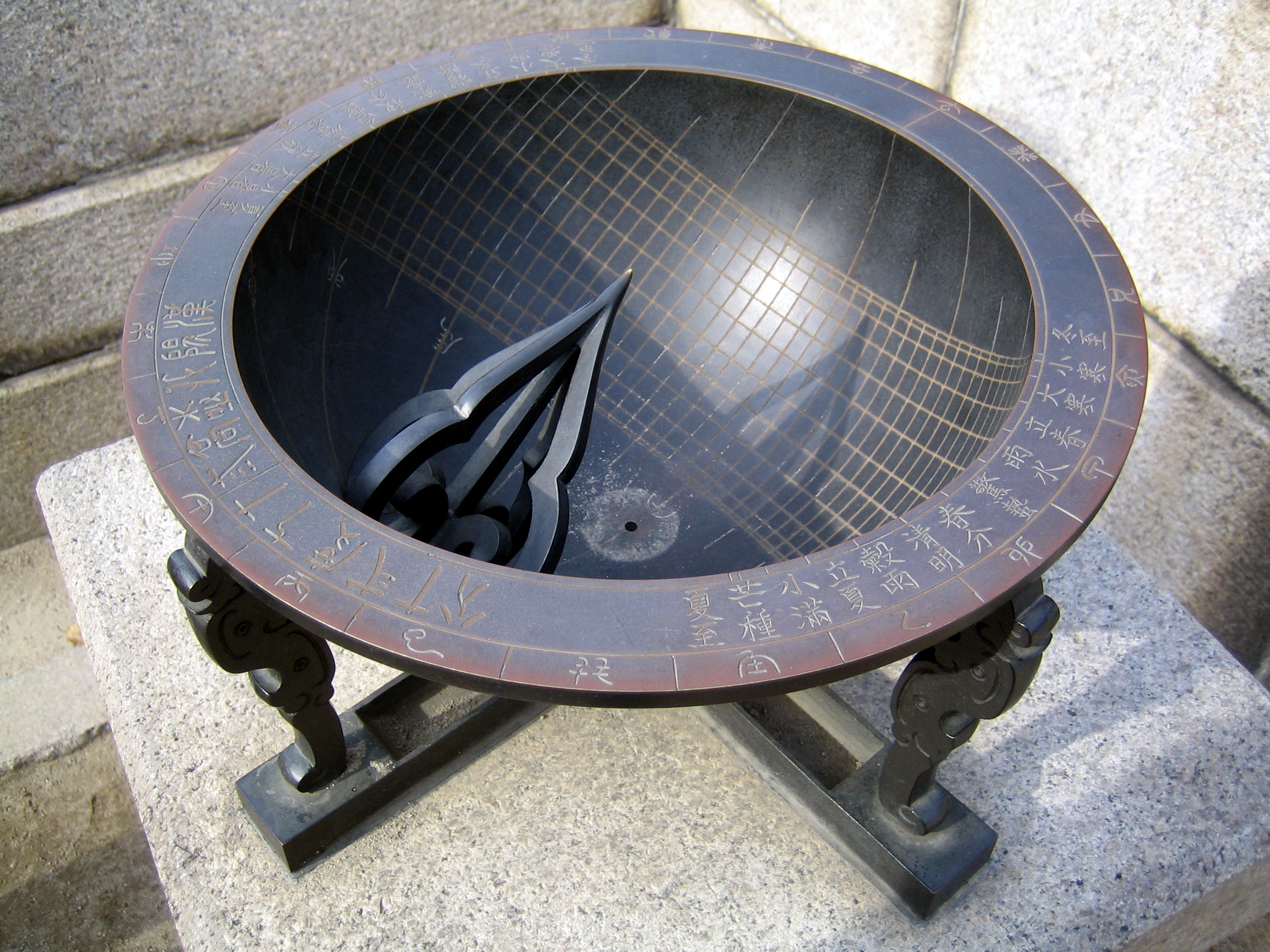
앙부일구

태양은 동쪽에서 돋아 둥그런 하늘을 돌며 남중한 뒤 서쪽에서 넘어간다. 태양이 지평선 너머로 사라지면 어두운 밤하늘엔 별이 빛나고 별들 역시 동쪽에서 서쪽으로 천구를 회전한다. 물론 이러한 움직임은 지구의 자전 때문에 일어나는 겉보기 운동이다. 고대 바빌로니아는 태양과 별들의 움직임을 관찰한 뒤 이를 기록하기 위하여 각도를 고안하였다. 60진법을 사용하였던 바빌로니아는 천구를 완전한 구로 보아 이를 360 등분으로 나누었다. 이 기준은 오늘날에도 각도를 표기할 때 사용된다.
천구에서 태양의 남중 위치는 날마다 조금찍 바뀌어 일정 주기가 되면 같은 자리로 되돌아 온다. 이것이 1년이다. 바빌로니아는 1년 역시 360일로 보았고 태양이 지나는 길, 즉 황도를 표시하기 위해 36개의 별자리를 마련하였다. 당시 바빌로니아의 밤은 대략 8시간 정도였는데 그 사이 황도에 위치한 당시의 별자리 12개가 뜨고 졌으므로 이를 기준 삼아 밤의 시간을 정했다. 반면 태양이 떠있는 낮은 남중을 기준으로 오전과 오후를 각각 6등분 하여 낮의 12 시간을 정했다. 이렇게 밤낮 각각 12시간으로 24시간이 정해졌지만, 밤이 훨씬 짧았기 때문에 당시의 밤과 낮의 시간은 서로 길이가 달랐다. 바빌로니아의 천문 측정 기술은 인근 여러 문화로 전파되어, 이렇게 낮과 밤 서로 다른 길이의 12시간으로 하루 24시간을 구분하는 방법은 고대 이집트에서도 사용되었다.:107-108 훗날 물시계와 같은 기계적 측정 장치가 고안되자 둘의 시간을 조정할 필요가 있었고 밤낮의 시간 모두 같은 길이로 조정되어 하루를 구성하게 되었다.
중국, 일본, 한국, 베트남과 같은 동아시아 문화권에서는 전통적으로 12지로 시간을 표시하여 자, 축, 인, 묘, 진, 사, 오, 미, 신, 유, 술, 해의 열두 시간으로 하루를 구분하였다. 자시의 한 가운데를 뜻하는 자정과 오시의 한 가운데를 뜻하는 정오라는 말은 여기에서 나온 것이다. 오전은 정오 보다 이른 시간을 오후는 정오보다 늦은 시간을 뜻한다.
오랫동안 시간의 단위는 지구의 자전을 기준으로 한 하루 24시간으로 정의되어 사용되었다. 이렇게 하면 하루는 24시간, 즉 1,440 분, 86,400 초가 된다. 현대에 이르기까지 이러한 기준은 큰 문제 없이 사용되어 왔다. 그러나 여러 이유로 지구의 자전은 미세하게 나마 불규칙하다. 나노초 단위로 시간을 나누어 미세하게 측정하는 오늘날의 과학 기술 기준으로 이러한 불규칙으로 인한 오차는 심각한 문제가 될 수도 있다. 이때문에 SI 단위계는 세슘-133 원자가 91억 9263만 1770번 진동하는 데 걸리는 시간을 1 초로 삼는다. 이 경우에도 하루는 여전히 86,400 초이지만, 지구의 자전 주기는 더 이상 정확히 24시간이 아니라 불규칙한 움직임에 따라 측정된 값이 된다. 실제 시간의 사용에서는 이러한 차이가 문제가 될 수 있기 때문에 일정 주기마다 시계에 윤초를 더해 해결한다. 예를 들어 2016년 12월 31일 11시 59분 59초에 1초를 더해 다음날인 2017년 1월 1일 새벽 0시 00분 00초는 2초간 이어진 일이 있었다. 지구의 자전은 조금씩 느려지고 있기 때문에 미래에는 이를 보정하기 위해 음수 값의 윤초를 넣어야 할 수도 있다.

## 천문학

지구의 공전과 계절의 변화

지구의 자전축은 공전 궤도에 대하여 대략 23.5°정도 기울어져 있다. 이 때문에 하루 사이의 밤낮 길이는 1년을 주기로 매일 변한다. 낮이 가장 짧은 날은 동지이고 긴 날은 하지이다. 봄철의 춘분과 가을의 추분은 남낮의 길이가 같다. 이 네 가지 특정 날짜들 사이를 대략 보름 간격으로 나누어 1년을 24등분 한 것이 절기이다.
지구의 공전 궤도 역시 타원형이기 때문에 어떤 때는 공전 속도가 빠르고 어떤 때는 늦어진다. 요하네스 케플러는 이를 케플러의 행성운동법칙에서 태양 주위를 공전하는 행성은 같은 시간 동안 같은 면적을 쓸고 지나간다고 설명하였다. 케플러의 이러한 설명은 각운동량 보전 법칙으로 뒷받침 할 수 있다. 지구가 원일점을 지나 태양과 가까워지기 시작하면 마치 피겨스케이트 선수가 회전하며 팔과 몸을 움추릴 때 회전 속도가 빨라지는 것과 같이 지구의 공전 속도 역시 빨라지게 된다. 태양과 가장 가까운 근일점을 통과하면 다시 지구의 공전 속도는 느려진다.
현재 지구는 1월 4일 무렵에 근일점을 통과하고 7월 4일 무렵에는 원일점을 통과한다. 원일점에서 근일점으로 다가갈 때와 반대로 근일점에서 원일점으로 멀어질 때의 공전 속도가 다르므로 각 절기 사이의 날짜도 조금씩 차이가 날 수 밖에 없다. 이러한 태양영축(太陽盈縮)은 이미 고대에서 부터 알려져 있었다. 이 때문에 천문 관측과 달력 제작의 기준점이 필요하다. 고대부터 동서양 모두 춘분을 이러한 기준으로 삼았다. 춘분은 밤과 낮의 길이가 같기 때문에 천구에서 지구의 공전면을 기준으로 하는 황위와 지구의 자전을 기준으로 하는 적위가 한 점에서 만난다. 이 때를 적경의 기준점으로 삼으면 천구에서 관찰되는 모든 천체의 위치를 나타낼 수 있게 된다. 이렇게 결정된 천구좌표계의 원점을 춘분점이라고 한다. 춘분점은 정의에 따라 적위와 적경 황위가 모두 0˚이다.

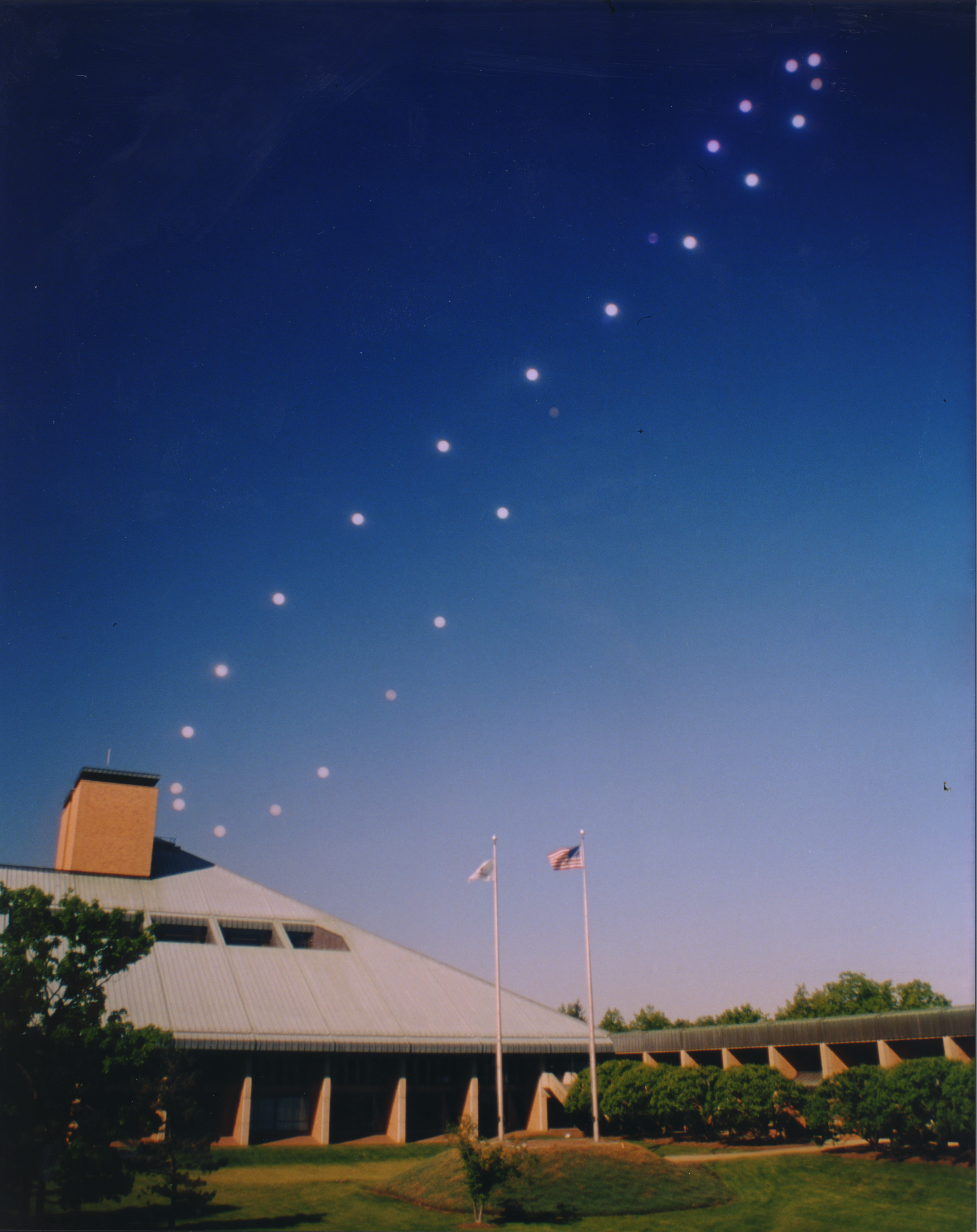
아날렘마는 일정 간격으로 같은 시간에 관측한 태양의 궤적이다. 균시차에 의한 고리 모양의 운동을 확인할 수 있다.

자전축의 세차운동 때문에 춘분점은 계속하여 변화하고 있다. 따라서 춘분점은 특정한 천체가 아니라 천구상에 있는 가상의 좌표이다. 춘분에 춘분점이 남중하였다가 지구가 한 바퀴 자전하여 다시 춘분점이 남중하는 하루의 시간이 항성일이다. 한편 이렇게 1 항성일이 지나는 사이에도 지구는 태양을 약 1˚ 정도 공전하고 있다. 따라서 태양이 남중하는 정오에서 다음날 정오까지의 시간인 태양일은 항성일 보다 약간 더 길다. 우리는 태양일을 기준으로 24시간을 나누어 셈하기 때문에 이 기준에서 항성일은 24시간이 채 되지 않는 23 시간 56 분 4.1 초 정도이다. 태양일과 항성일 사이의 차이는 3분 54초 정도에 불과 하지만 1년간 누적되면 24시간 가량이 되어 천체 관측에서는 무시할 수 없는 차이가 된다.
지구의 공전 궤도가 타원이기 때문에 정오에서 정오 사이의 간격도 매일 변한다. 이렇게 변하는 길이를 시간 측정의 기준으로 삼을 수는 없기 때문에 매일 똑같이 움직인다고 가정한 가상의 평균태양을 기준으로 평균적인 하루의 길이를 정하게 되었다. 우리가 사용하는 시계가 가리키는 시간은 바로 이 평균태양일이다. 따라서 태양의 움직임을 직접 반영하여 시간을 나타내는 해시계가 계절에 따라 시간의 간격이 달라지는 것과 달리, 기계적으로 작동하는 시계는 늘 일정한 간격에 따라 시각을 알리게 되며 이 둘의 차이는 1년을 주기로 앞서거니 뒤서거니 하게 된다. 이를 균시차라고 한다. 실제 태양은 11월 3일 무렵 평균태양시보다 최대 16분 33초 빠르고 2월 12일 무렵 최대 14분 6초 느리다. 매일 같은 시간에 똑같은 장소에서 태양의 움직임을 촬영하면 이러한 균시차에 따라 태양의 위치가 달라지는 것을 확인할 수 있다. 평균태양시에 비해 앞서거나 늦는 태양의 움직임은 1년 동안 꼬인 고리 모양의 궤적을 남기며 이를 아날렘마라고 한다. 아날렘마의 궤적은 관측하는 지점의 위도에 따라 다른 모양을 보인다.

## 같이 보기
- 계절